# Desisława Atanasowa
Desisława Wyłczewa Atanasowa, bułg. Десислава Вълчева Атанасова (ur. 8 października 1978 w Dułowie) – bułgarska prawniczka i polityk, parlamentarzystka, w latach 2012–2013 minister zdrowia w rządzie Bojka Borisowa.

## Życiorys
Ukończyła w 2001 studia prawnicze na Uniwersytecie Gospodarki Narodowej i Światowej, kształciła się również w zakresie nauk politycznych i integracji europejskiej na Uniwersytecie Wielkotyrnowskim im. Świętych Cyryla i Metodego. Pracowała jako radca prawny w placówkach służby zdrowia w Ruse. W latach 2007–2009 zasiadała w radzie miejskiej tej miejscowości.
W wyborach z lipca 2009 uzyskała mandat posłanki do Zgromadzenia Narodowego 41. kadencji z ramienia partii GERB. W maju 2012 objęła stanowisko ministra zdrowia w rządzie Bojka Borisowa. Zajmowała je do końca funkcjonowania tego gabinetu w marcu 2013. W wyborach z maja 2013, października 2014, marca 2017, kwietnia 2021, lipca 2021, listopada 2021, października 2022 i kwietnia 2023 z powodzeniem ubiegała się o reelekcję na 42., 43., 44., 45., 46., 47., 48. i 49. kadencję.
W 2024 została sędzią Sądu Konstytucyjnego. W 2025 parlament wybrał ją na bułgarską przedstawicielkę w Komisji Weneckiej.